# Карши
Карши (на узбекски: Qarshi или Қарши) е град в Узбекистан и административен център на Кашкадаринска област. Градът е разположен на около 520 km югоизточно от столицата на страната Ташкент и на около 335 km от границата с Афганистан.